# گالینا اینژواتووا
گالینا اینژواتووا (انگلیسی: Galina Inzhuvatova؛ زادهٔ ۲۸ فوریهٔ ۱۹۵۲) بازیکن هاکی روی چمن اهل اتحاد جماهیر شوروی سوسیالیستی است.
در رقابت برای اتحاد جماهیر شوروی، او مدال برنز بازی های المپیک تابستانی 1980 در مسکو را به دست آورد.